# Archie Cooley
Pour les articles homonymes, voir Cooley (homonymie).
Archie Lee Cooley, surnommé Gunslinger, né le 18 mars 1939 à Sumrall et mort le 18 avril 2024, est un entraîneur américain de football américain universitaire.
Il est connu pour avoir pratiqué un jeu très offensif avec les Delta Devils de l'université d'État de la Vallée du Mississippi (MVSU) d'Itta Bena entre 1980 et 1986. Durant cette période, le quarterback Willie « Satellite » Totten et le wide receiver Jerry Rice se mettront notamment en avant.
Par la suite, il est entraîneur à l'université de l'Arkansas à Pine Bluff de 1987 à 1991, à l'université d'État de Norfolk en 1993 et au Paul Quinn College (en) de 2000 à 2006.